# Brücke der Solidarität
De Brücke der Solidarität is een boogbrug voor het wegverkeer over de Rijn bij de Duitse stad Duisburg. De brug vormt een verbinding tussen de stadsdelen Rheinhausen en Hochfeld.
De brug werd geopend in 1950 en is 256 meter lang.